# Miesha Tate
Miesha Tate (Tacoma, 18 de agosto de 1986) é uma lutadora estadunidense de MMA. Foi a penúltima campeã  Peso Galo do extinto Strikeforce e é ex-Campeã Peso Galo Feminino do UFC.
Ela é ex-campeã peso-galo do Strikeforce, título conseguido após vencer Marloes Coenen por finalização no quarto round, no Strikeforce: Fedor vs. Henderson e perdido em sua primeira defesa, contra Ronda Rousey, por finalização no primeiro round, durante o Strikeforce: Tate vs. Rousey. Tate foi ainda campeã do UFC vencendo Holly Holm, se tornando também uma das seis lutadoras que já venceram a americana em uma luta.

## Carreira no MMA

### Strikeforce
Miesha fez sua estreia no Strikeforce em junho de 2008 no evento Strikeforce: Melendez vs. Thomson. Na ocasião, Tate venceu Elaina Maxwell por decisão unânime dos juízes.
Tate enfrentou Sarah Kaufman no Strikeforce Challengers: Evangelista vs. Aina e perdeu por decisão unânime dos juízes após três rounds.
Tate voltou ao cage do Strikeforce em março de 2010 para enfrentar Zoila Gurgel no Strikeforce Challengers: Johnson vs. Mahe. Miesha encaixou uma chave de braço em Zoila no segundo round, vencendo por finalização.
Miesha realizou duas lutas em uma mesmo dia no Strikeforce Challengers: Riggs vs. Taylor. Na primeira, Tate venceu Maiju Kujala por decisão unânime e logo em seguida venceu Hitomi Akano também por decisão unânime dos juízes.
Tate ganhou a oportunidade de disputar o cinturão da categoria no Strikeforce: Fedor vs. Henderson no dia 30 de julho de 2011. Miesha enfrentou Marloes Coenen e acabou vencendo após encaixar um triângulo no quarto round, sagrando-se a campeão Peso Galo Feminino do Strikeforce.
Logo em sua primeira defesa de cinturão, Tate enfrentou a medalhista olímpica de judô, Ronda Rousey. A luta terminou no final do primeiro round com Ronda finalizando Miesha com uma chave de braço.
Após a perda do cinturão, Tate enfrentou Julie Kedzie no Strikeforce: Rousey vs. Kaufman. Tate venceu por finalização (chave de braço) no terceiro round.

### Ultimate Fighting Championship
Sua estréia UFC foi contra a lutadora Cat Zingano no The Ultimate Fighter 17 Finale. A luta foi equilibrada, no 1 e 2 round, porém, com mais vantagem para Miesha, no 3 round, Zingano voltou mais focada  e venceu a luta por nocaute técnico.
Após a vitória sobre Miesha, Zingano era esperada para ser treinadora do TUF 18, mas se lesionou e foi Substituída por Miesha Tate. A luta entre as Treinadoras aconteceu no UFC 168. Depois de dois difíceis rounds, e escapar de duas tentativas de finalização, Tate perdeu com um armlock no terceiro round.
Tate enfrentou Liz Carmouche no evento do UFC on Fox: Werdum vs. Browne. Ela venceu a luta por decisão unânime.
Miesha enfrentou então a invicta e recém-chegada Rin Nakai no UFC Fight Night: Hunt vs. Nelson, em 20 de setembro de 2014. Depois de dominar a Rin Nakai, defender a maioria das tentativas de quedas e conectar bons golpes. Ela venceu a luta por decisão unânime.
Tate também enfrentou Sara McMann em 31 de Janeiro de 2015 no UFC 183 e a venceu por decisão unânime. Ela também derrotou Jessica Eye em 25 de Julho de 2015 no UFC on Fox: Dillashaw vs. Barão II por decisão unânime.
Tate era esperada para enfrentar Amanda Nunes em 12 de Dezembro de 2015 no UFC 194, mas rejeitou por descontentamento com o UFC.
A lutadora, ex-campeã do Strikeforce, esperou sua chance diante de Holly Holm, no UFC 196: McGregor x Diaz. Após fazer uma luta dura, Miesha teve que esperar até o fim do quinto round pra superar a estratégia da campeã e, com um mata-leão, apagou Holm conquistando assim o Cinturão Peso Galo Feminino do UFC de melhor do mundo, em 05 de Março de 2016.
Após a remoção de Jon Jones do card principal do UFC 200, Tate foi promovida à luta principal do maior card de 2016 e um dos maiores da história da organização. No entanto, Tate viu seu cinturão ir embora ao ser dominada e perder para a brasileira Amanda Nunes, ao ser finalizada ainda no primeiro round.
Miesha anunciou sua aposentadoria dia 12 de novembro de 2016, no UFC 205. Após perder para sua compatriota Raquel Pennington, Tate afirmou que foi a última luta dela no evento e que tomou a decisão devido ao resultado negativo.

### Retorno da Aposentadoria
Em 24 de março de 2021, Tate anunciou que voltaria para competir no MMA contra Marion Reneau em 17 de julho de 2021 no UFC na ESPN: Makhachev vs. Moisés. Ela venceu a luta por nocaute técnico no terceiro round. Esta vitória rendeu a ela o segundo prêmio de Performance da Noite em sua carreira no UFC.

## Cartel no MMA
| Cartel no MMA   |             |            |
| 27 lutas        | 19 vitórias | 8 derrotas |
| Por nocaute     | 4           | 2          |
| Por finalização | 7           | 3          |
| Por decisão     | 8           | 3          |

| Res.    | Cartel | Oponente          | Método                                   | Evento                                         | Data       | Round | Tempo | Local                     | Notas                                                                 |
| ------- | ------ | ----------------- | ---------------------------------------- | ---------------------------------------------- | ---------- | ----- | ----- | ------------------------- | --------------------------------------------------------------------- |
| Derrota | 19-8   | Ketlen Vieira     | Decisão (unânime)                        | UFC Fight Night: Vieira vs. Tate               | 21/11/2021 | 5     | 5:00  | Las Vegas, Nevada         |                                                                       |
| Vitória | 19-7   | Marion Reneau     | Nocaute Técnico (socos)                  | UFC on ESPN: Makhachev vs. Moisés              | 17/07/2021 | 3     | 1:53  | Las Vegas, Nevada         | Retornou da sua aposentadoria; Performance da Noite.                  |
| Derrota | 18-7   | Raquel Pennington | Decisão (unânime)                        | UFC 205: Alvarez vs. McGregor                  | 12/11/2016 | 3     | 5:00  | New York, New York        | Anunciou a sua aposentadoria.                                         |
| Derrota | 18-6   | Amanda Nunes      | Finalização (mata leão)                  | UFC 200: Tate vs. Nunes                        | 09/07/2016 | 1     | 3:16  | Las Vegas, Nevada         | Perdeu o Cinturão Peso Galo Feminino do UFC.                          |
| Vitória | 18-5   | Holly Holm        | Finalização Técnica (mata leão)          | UFC 196: McGregor vs. Diaz                     | 05/03/2016 | 5     | 3:30  | Las Vegas, Nevada         | Ganhou o Cinturão Peso Galo Feminino do UFC; Performance da Noite.    |
| Vitória | 17-5   | Jessica Eye       | Decisão (unânime)                        | UFC on Fox: Dillashaw vs. Barão II             | 25/07/2015 | 3     | 5:00  | Chicago, Illinois         |                                                                       |
| Vitória | 16-5   | Sara McMann       | Decisão (majoritária)                    | UFC 183: Silva vs. Diaz                        | 31/01/2015 | 3     | 5:00  | Las Vegas, Nevada         |                                                                       |
| Vitória | 15-5   | Rin Nakai         | Decisão (unânime)                        | UFC Fight Night: Hunt vs. Nelson               | 20/09/2014 | 3     | 5:00  | Saitama                   |                                                                       |
| Vitória | 14-5   | Liz Carmouche     | Decisão (unânime)                        | UFC on Fox: Werdum vs. Browne                  | 19/04/2014 | 3     | 5:00  | Orlando, Flórida          |                                                                       |
| Derrota | 13-5   | Ronda Rousey      | Finalização (chave de braço)             | UFC 168: Weidman vs. Silva II                  | 28/12/2013 | 3     | 0:58  | Las Vegas, Nevada         | Pelo Cinturão Peso Galo Feminino do UFC.Luta da Noite.                |
| Derrota | 13-4   | Cat Zingano       | Nocaute Técnico (joelhadas e cotovelada) | The Ultimate Fighter 17 Finale                 | 13/04/2013 | 3     | 2:55  | Las Vegas, Nevada         | Estreia no UFC; Pela vaga de desafiante n°1; Luta da Noite.           |
| Vitória | 13-3   | Julie Kedzie      | Finalização (chave de braço)             | Strikeforce: Rousey vs. Kaufman                | 18/08/2012 | 3     | 3:28  | San Diego, California     |                                                                       |
| Derrota | 12-3   | Ronda Rousey      | Finalização (chave de braço)             | Strikeforce: Tate vs. Rousey                   | 03/03/2012 | 1     | 4:27  | Columbus, Ohio            | Perdeu o Cinturão Peso Galo Feminino do Strikeforce.                  |
| Vitória | 12-2   | Marloes Coenen    | Finalização (triângulo de braço)         | Strikeforce: Fedor vs. Henderson               | 30/07/2011 | 4     | 3:03  | Hoffman Estates, Illinois | Ganhou o Cinturão Peso Galo Feminino do Strikeforce.                  |
| Vitória | 11-2   | Hitomi Akano      | Decisão (unânime)                        | Strikeforce Challengers: Riggs vs. Taylor      | 13/08/2010 | 3     | 3:00  | Phoenix, Arizona          | Venceu o Torneio de Galos Femininos do Strikeforce de 2010.           |
| Vitória | 10-2   | Maiju Kujala      | Decisão (unânime)                        | Strikeforce Challengers: Riggs vs. Taylor      | 13/08/2010 | 2     | 3:00  | Phoenix, Arizona          | Semifinal do Torneio de Galos Femininos do Strikeforce de 2010.       |
| Vitória | 9-2    | Zoila Gurgel      | Finalização (chave de braço)             | Strikeforce Challengers: Johnson vs. Mahe      | 26/03/2010 | 2     | 4:09  | Fresno, Califórnia        |                                                                       |
| Vitória | 8-2    | Valerie Coolbaugh | Finalização (chave de braço)             | Freestyle Cage Fighting 38                     | 16/01/2010 | 1     | 4:45  | Tulsa, Oklahoma           | Defendeu o Cinturão Peso Galo Feminino do FCF.                        |
| Vitória | 7-2    | Sarah Oriza       | Nocaute (chute na cabeça)                | CageSport MMA                                  | 03/10/2009 | 2     | 0:08  | Tacoma, Washington        |                                                                       |
| Derrota | 6-2    | Sarah Kaufman     | Decisão (unânime)                        | Strikeforce Challengers: Evangelista vs. Aina  | 15/05/2009 | 3     | 3:00  | Fresno, Califórnia        |                                                                       |
| Vitória | 6-1    | Lizbeth Carreiro  | Finalização (estrangulamento)            | Freestyle Cage Fighting 30                     | 04/04/2009 | 3     | 2:48  | Shawnee, Oklahoma         | Ganhou o Cinturão Peso Galo Feminino do FCF.                          |
| Vitória | 5-1    | Dora Baptiste     | Finalização (triângulo)                  | Atlas Fights: USA vs. Brazil                   | 21/02/2009 | 1     | 1:48  | Biloxi, Mississippi       |                                                                       |
| Vitória | 4-1    | Jessica Bednark   | Nocaute Técnico (socos)                  | Freestyle Cage Fighting 27                     | 31/01/2009 | 1     | 1:22  | Shawnee, Oklahoma         |                                                                       |
| Vitória | 3-1    | Jamie Lynn Welsh  | Nocaute Técnico (socos)                  | CageSport MMA                                  | 29/11/2008 | 1     | 2:21  | Tacoma, Washington        |                                                                       |
| Vitória | 2-1    | Elaina Maxwell    | Decisão (unânime)                        | Strikeforce: Melendez vs. Thomson              | 27/06/2008 | 3     | 3:00  | San Jose, California      | Estreia no Strikeforce.                                               |
| Derrota | 1-1    | Kaitlin Young     | Nocaute (chute na cabeça)                | HOOKnSHOOT: BodogFIGHT 2007 Women's Tournament | 24/11/2007 | 1     | 0:30  | Evansville, Indiana       | Semifinal do Torneio de Galos Femininos do BodogFIGHT de 2007.        |
| Vitória | 1-0    | Jan Finney        | Decisão (decisão do árbitro)             | HOOKnSHOOT: BodogFIGHT 2007 Women's Tournament | 24/11/2007 | 4     | 3:00  | Evansville, Indiana       | Quartas de Final do Torneio de Galos Femininos do BodogFIGHT de 2007. |